# Nephodia tapponia
Nephodia tapponia là một loài bướm đêm trong họ Geometridae.